# 朴成重
朴成重（：／ Park Sung-joong，1958年8月1日—），大韓民國保守派政治人物，第20-21屆韓國國會議員。